# Linda Spilker
Linda Spilker es una científica planetaria estadounidense, que trabaja en el Proyecto misión Cassini. Su interés de investigación incluye la evolución y la dinámica de los anillos de Saturno.

## Carrera
Spilker obtuvo su Grado en Física en la Universidad Estatal de California, Fullerton, en 1977, y un máster en Física por la Universidad Estatal de California, Los Ángeles en 1983.  Obtuvo su Doctorado en Física en la Universidad de California, Los Ángeles, en 1992.Se unió al  Jet Propulsion Laboratory en 1977, trabajando inicialmente en las misiones del Voyager que fueron lanzadas ese mismo año. Se convirtió en una científica de la misión Cassini en 1990. En 1997, fue la editora de una publicación de la NASA que resume el legado de la misión. Desde 2010, ha sido una científica del proyecto de la misión Cassini, un papel en el que dirige las investigaciones científicas de un equipo entero.

## Premios y honores
- Medalla al Servicio Excepcional de la NASA (2013)[10]
- Premio al Logro Grupal de la NASA (2011, 2009, 2000, 1998, 1982-1989)
- Premio al Logro Científico de la NASA (1982)